# Rocca Cigliè
Rocca Cigliè (Ròca Sijé in piemontese) è un comune italiano di 124 abitanti della provincia di Cuneo, in Piemonte.

## Storia

### Simboli
Lo stemma e il gonfalone sono stati concessi con decreto del presidente della Repubblica del 29 settembre 1958. Nello stemma è raffigurata la torre medievale in pietra alta 28 metri risalente al XI-XIII secolo di forma quadrata che si trova al centro della piazzetta di Rocca Cigliè.
Il gonfalone è un drappo partito di bianco e di rosso.

## Società

### Evoluzione demografica
Abitanti censiti

## Infrastrutture e trasporti
Rocca Cigliè era servita da una propria stazione ferroviaria, situata a circa 5 chilometri dal centro abitato, posta lungo la Ferrovia Bra-Ceva. La ferrovia è stata chiusa in seguito ai danni subiti dalla alluvione del 1994.

## Amministrazione
Di seguito è presentata una tabella relativa alle amministrazioni che si sono succedute in questo comune.
| Periodo        | Periodo        | Primo cittadino | Partito                                          | Carica  | Note  |
| -------------- | -------------- | --------------- | ------------------------------------------------ | ------- | ----- |
| 7 giugno 1985  | 14 giugno 2004 | Aldo Gallesio   | Democrazia Cristiana (fino al 1990) lista civica | Sindaco | [ 7 ] |
| 14 giugno 2004 | 26 maggio 2014 | Andrea Odello   | lista civica                                     | Sindaco | [ 7 ] |
| 26 maggio 2014 | in carica      | Luigi Ferrua    | lista civica: progetto Rocca Cigliè              | Sindaco | [ 7 ] |

### Altre informazioni amministrative
Il comune faceva parte della comunità montana Alto Tanaro Cebano Monregalese.

## Galleria d'immagini

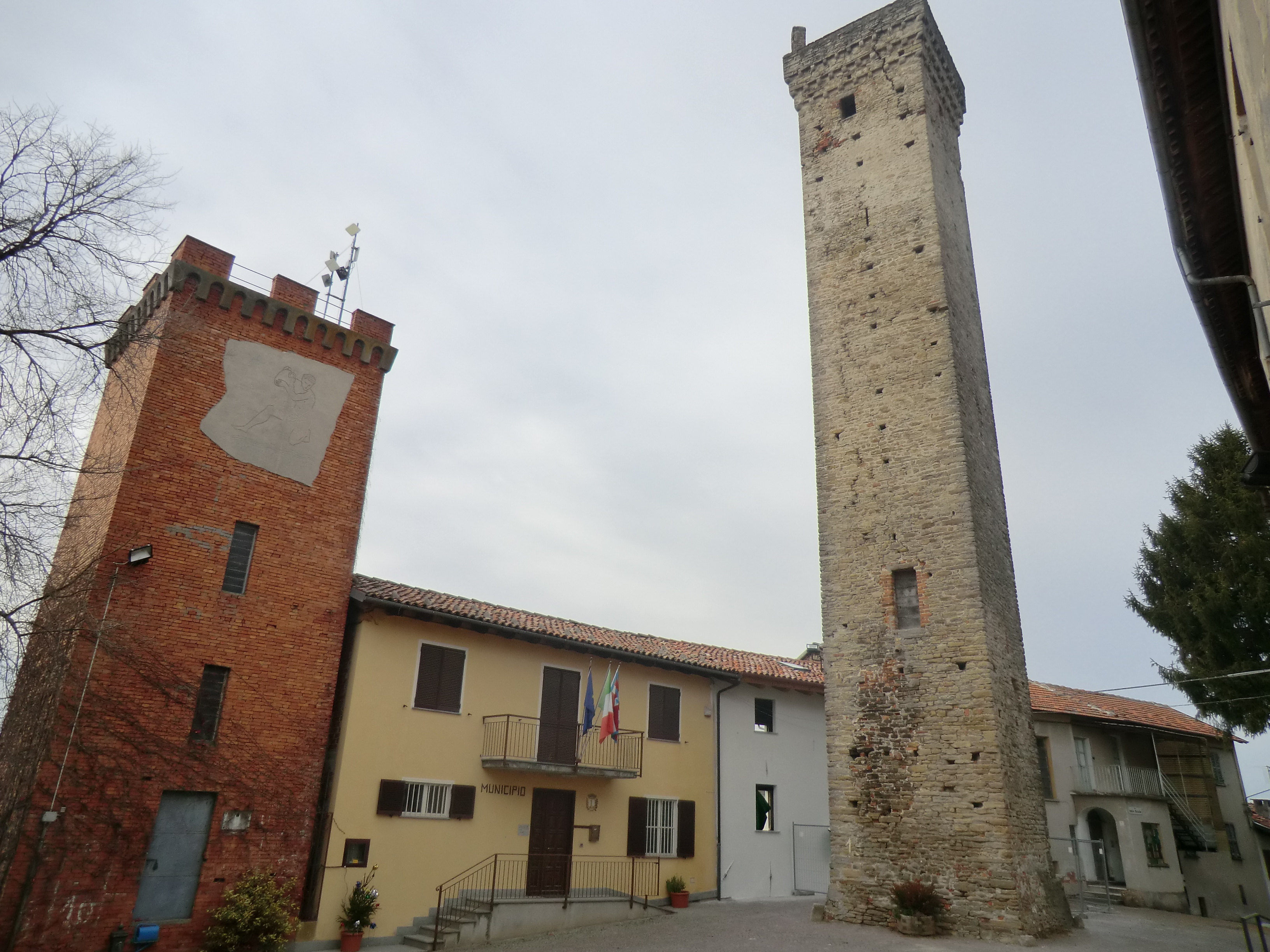
Municipio e torre medievale
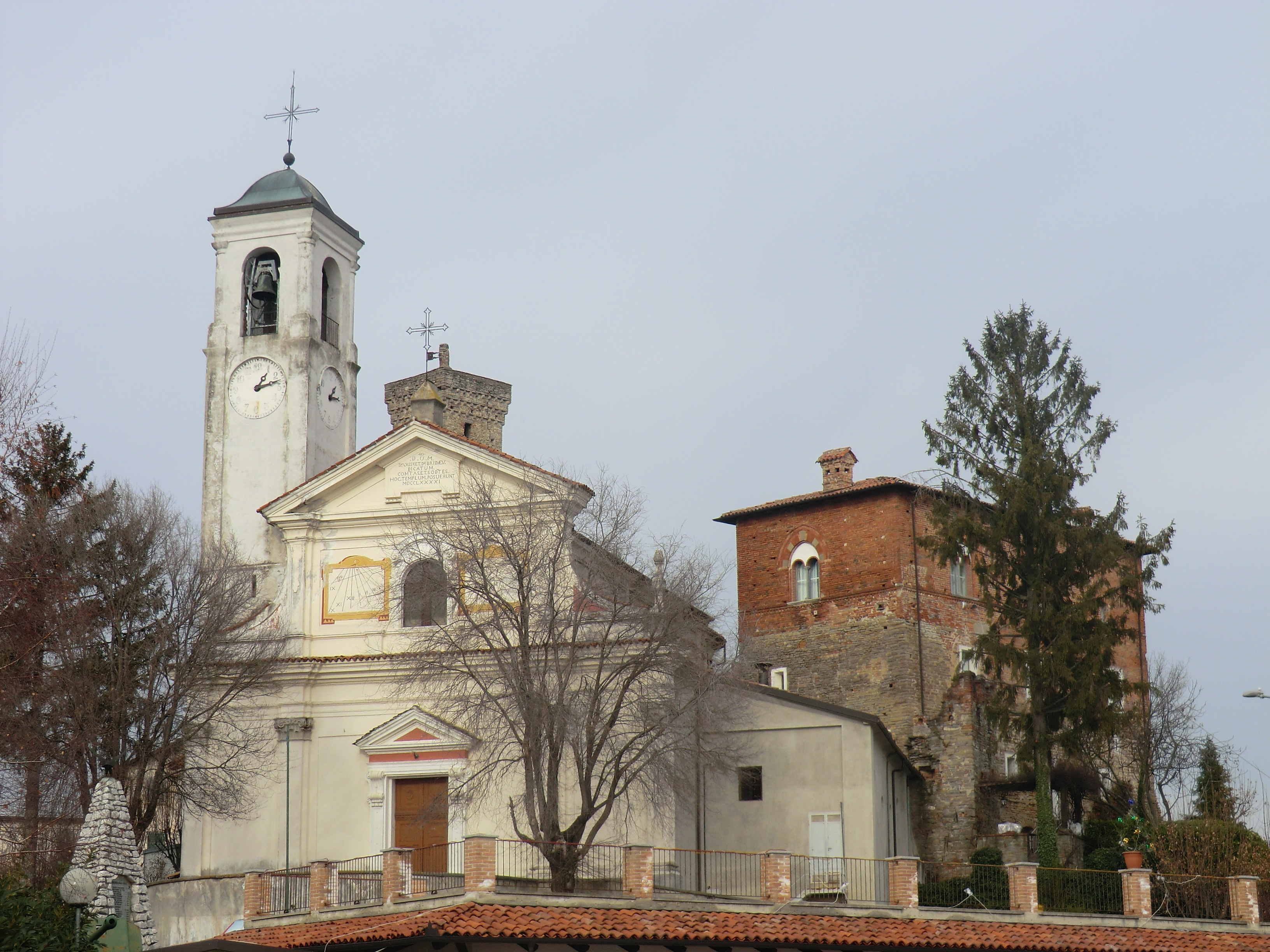
Chiesa parrocchiale di Santa Brigida e castello
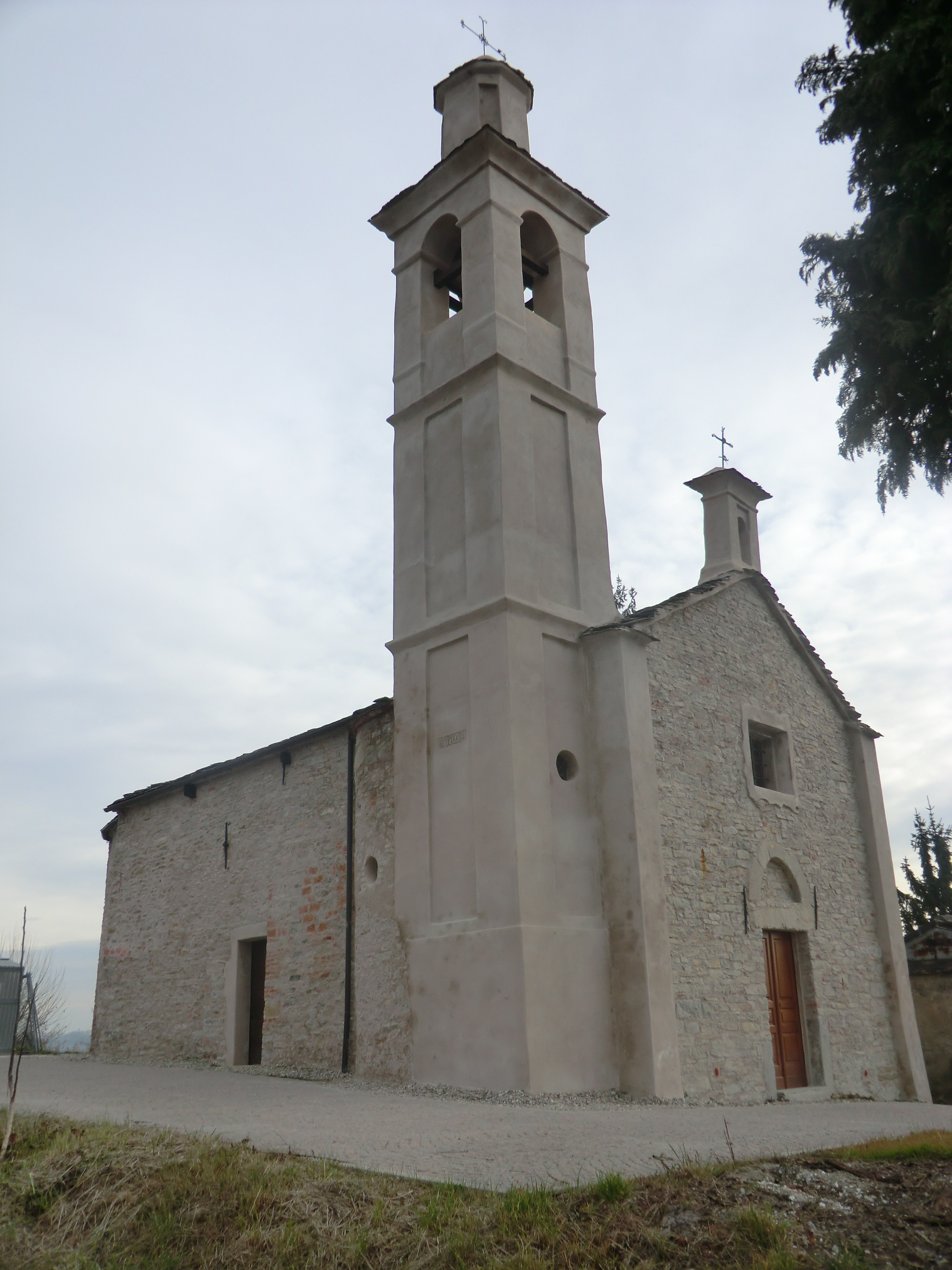
Cappella dell'Assunta